# Елизабет Суон
Елизабет Суон (на английски: Elizabeth Swann) е главната героиня във филмовата трилогия „Карибски пирати“.
Тя участва в:
- „Карибски пирати: Проклятието на черната перла“ (2003)
- „Карибски пирати: Сандъкът на мъртвеца“ (2006)
- „Карибски пирати: На края на света“ (2007)

Ролята на Елизабет е изпълнена от Кийра Найтли.
Елизабет Суон е чаровна и смела млада жена. В първата част от трилогията тя бива отвлечена от пиратите на капитан Барбоса, защото в нея е медальон, който е част от прокълнато съкровище, което пиратите са похарчили и трябва да го съберат, за да може проклятието на съкровището да ги напусне. У Елизабет е последната част от съкровището и затова я отвличат. Тя се представя за Елизабет Търнър, а на тях им трябва някой от рода Търнър, чиято кръв да пролеят над съкровището. Когато разбират, че тя не е Търнър, намират Уил Търнър, който пролива кръвта си точно преди Джак да прободе един от пиратите. Тогава те побеждават, а Елизабет и Уил се женят.